# Lake Butler
Lake Butler é a única cidade localizada no estado americano da Flórida, no condado de Union, do qual é sede. Foi incorporada em 1893.

## Geografia
De acordo com o United States Census Bureau, a cidade tem uma área de 6,2 km², onde 5,9 km² estão cobertos por terra e 0,3 km² por água.

### Localidades na vizinhança
O diagrama seguinte representa as localidades num raio de 32 km ao redor de Lake Butler.

## Demografia
Segundo o censo nacional de 2010, a sua população é de 1 897 habitantes e sua densidade populacional é de 322,7 hab/km², o que a torna a localidade mais populosa e mais densamente povoada do condado de Union. Possui 838 residências, que resulta em uma densidade de 142,5 residências/km².